# 真優 (歌手)
真優（まゆ、4月11日 - ）は、日本の女性歌手。福島県福島市出身。血液型はO型。旧名は桂木 真優（かつらぎ まゆ）。やわらかく優しい雰囲気を持つボイスを得意としている。

## 略歴
元々は声優を目指していたが、来兎・LOOPCUBEとの出会いにより歌手への道に進む事になる。
その後、オーガスト関連の仮歌を歌ったきっかけで『月は東に日は西に 〜Operation Sanctuary〜』
を担当する事になる。
以後、様々なゲーム主題歌・挿入歌を中心に歌手活動を展開中。

## ユニット・コラボ
いちご𝄞はちみつ
2007年の12月ライブにてのみことライブで共演がきっかけで、ユニットを組み、翌年2008年3月9日（日）に、恵比寿・LIVE GATEで行われた『Happiest Angel Vol.2』 で「いちご𝄞はちみつ」とユニット名を発表した。
ユニットのオリジナル曲が4曲程あるが、CD化の予定はないので、ライブでしか聴くことが出来ない。
まゆりょか?
2008年5月、来兎とのユニット風葉のボーカル綾菓とコラボ「まゆりょか?」で「気になる、気になる」をリリースした。
cosMo×真優
2009年3月、ニコニコ動画でVOCALOID使用楽曲「初音ミクの消失」などを発表していた作曲家cosMoとのコラボ「cosMo×真優」で「少女の空想庭園+」をリリースした。
3-chord
2009年8月、声優の山口隆行・早坂愛と共にユニットを組み、webラジオを展開している。
OtoA＋
2010年、バンド「OtoA＋」を結成しライブ活動を展開。
担当はVO。メンバー構成・Gt アダニー・Ba 優一・key masato・Dr たっすー
みこまゆ
笶田みことのユニット。イベント「みこまゆヒミツノティパーティー」とwebラジオ「みこまゆティーパーティー」を展開。

## ディスコグラフィー

### シングル
| 枚  | 発売日         | タイトル                                        | 規格品番 | 備考                                                        |
| --- | -------------- | ----------------------------------------------- | -------- | ----------------------------------------------------------- |
| 1st | 2005年10月26日 | ラムネ色のメロディ                              |          | TVアニメ『ラムネ』オープニングテーマ                        |
| 2nd | 2006年8月11日  | Clover of Happiness                             | RWCD-6   |                                                             |
| 3rd | 2008年8月27日  | Darling…Kiss immediate〜ダキシメテ〜[zero∞ mix] |          |                                                             |
| 4th | 2009年2月25日  | PAN DA ROCK                                     |          | Webラジオ『下北オンライン』テーマソング                     |
| 5th | 2010年月日     | 夢〜ヒカリ〜                                    |          | DreamParty2010春のメモリアルグッズ Dream Party スペシャルCD |

### アルバム
| 枚  | 発売日         | タイトル                   | 規格品番 | 備考                                   |
| --- | -------------- | -------------------------- | -------- | -------------------------------------- |
| ※   | 2005年5月13日  | まゆまゆ☆Include MOKO-CHAN |          |                                        |
| 1st | 2005年12月21日 | Strawberrymilk             |          | 1stアルバム2枚組、インターチャネル     |
| 2nd | 2007年10月8日  | プリズムの旋律             |          |                                        |
| 3rd | 2008年8月27日  | キラキラドロップス         |          | ドワンゴ・エージー・エンタテインメント |
| 4th | 2009年3月25日  | 少女の空想庭園+            |          | LOiD                                   |

### 音楽CD
- 絢爛クラリティ（2016年10月28日）

### ゲーム主題歌
- divergent flow（月は東に日は西に 〜Operation Sanctuary〜）
- 明日の想い出（月は東に日は西に 〜Operation Sanctuary〜）
- Pure Message（FORTUNE ARTERIAL）
- A・Q・U・A（Cafe-AQUA）
- DOKIDOKIのキ・モ・チ▼（ちょっと素直にどんぶり感情）
- 願い（GOTHIC 〜The Age of Innocence〜）
- Spiritual Love（いな☆こい! 〜お稲荷さまとモテモテのたたり〜）
- ずっともっと恋したい（いな☆こい! 〜お稲荷さまとモテモテのたたり〜）
- おんなの子は恋の神様（いな☆こい! ファンディスク）
- 紅茶におまじない（Always 〜ふと、気が付けばキミとの日常…〜）
- 花ふる!（許嫁）
- Melody（赤いCanvasシリーズ なでしこ 〜朱色のらせん〜）
- love recipi（にーづまかぷりっちょ!）
- 空に馳せた願い（くれいどるそんぐ 〜昨日に奏でる明日の唄〜）
- HimeのちHoney（HimeのちHoney）
- Darling...Kiss immediate（GLOVE ON FIGHT）
- Dang!Zeng!ミラクルラブ（姉ったい注意報!?）
- Sweets parade（2度咲き!タルトレット〜恋の甘さは控えめで〜）
- 優しい現在（いま）（かぎろひ〜勺景〜 ）
- qualiaffordance 主題歌
- La Novela -名も無き物語-（Light Novel）

### ラジオ
- 真優のラムネがうまく飲めません（文化放送「白石涼子の聞かなきゃ☆そん♪Song!」内、2005年3月31日 - 9月29日）
- 真優とベガのキラキラドロップス（下北オンライン）
- みこまゆティーパーティー
- 真優のBinauralstation (FMうらやす 2016年4月2日) http://fmu.co.jp/mayu.htm

### その他
- パチンコ　CR魔法先生ネギま!    歌唱「Miracle☆HappyDAYS」 「虹色ふるまじかる」
- パチスロ　かまいたちの夜　作詞「追想の雪花」
- Suger＆Drug ED主題歌（Brandish）OVA第1巻
- 劇中歌担当（SISTERS）ジェリーフィッシュ
- 真優の秘密のおもちゃ箱☆（連載コラム、月刊PUSH!!2008年5月号 - ）

- Clover Day's（ALcot）
- 赤さんと吸血鬼。（ALcot ハニカム）
- PS4.PS Vita追加DLcont.

ソードアート・オンライン -ホロウ・リアリゼーション-
― 深淵の巫女―
- CARAVAN STORIES

### 桂木真優名義
- フルーティーセッション vol.00 （ Hyperbolic Generation Creators）
- 電脳少女☆Mink （同人ドラマCD）
- ＷＩＳＨ～願い～（ＳＫＹＫＩＤ）ボイスドラマ
- GLOVE ON FIGHT （渡辺製作所）ゲーム主題歌